# Modena Football Club 1980-1981
Questa pagina raccoglie le informazioni riguardanti il Modena Football Club nelle competizioni ufficiali della stagione 1980-1981.

## Stagione
Nella stagione 1980-81 il Modena ha disputato il girone A del campionato di Serie C1, con 32 punti in classifica si è piazzato in dodicesima posizione, il torneo è stato vinto con 46 punti dalla coppia Reggiana e Cremonese che hanno ottenuto la promozione in Serie B.

## Rosa
| N. |                   | Ruolo | Calciatore            |
| -- | ----------------- | ----- | --------------------- |
|    | Italia (bandiera) | D     | Dante Capra           |
|    | Italia (bandiera) | C     | Dario Catena          |
|    | Italia (bandiera) | A     | Roberto Vito Catroppa |
|    | Italia (bandiera) | D     | Cosimo Corallo        |
|    | Italia (bandiera) | D     | Franco Cresci         |
|    | Italia (bandiera) | C     | Maurizio Guidazzi     |
|    | Italia (bandiera) | A     | Livio Luppi           |
|    | Italia (bandiera) | P     | Umberto Mazzanti      |
|    | Italia (bandiera) | D     | Paolo Mazzeni         |
|    | Italia (bandiera) | D     | Paolo Menabue         |
|    | Italia (bandiera) | P     | Vincenzo Minguzzi     |
|    | Italia (bandiera) | C     | Ennio Ori             |

| N. |                   | Ruolo | Calciatore            |
| -- | ----------------- | ----- | --------------------- |
|    | Italia (bandiera) | A     | Fabio Poli            |
|    | Italia (bandiera) | C     | Pietro Roccaforte     |
|    | Italia (bandiera) | A     | Marco Sangermano      |
|    | Italia (bandiera) | A     | Mauro Sberveglieri    |
|    | Italia (bandiera) | D     | Alessandro Scarabelli |
|    | Italia (bandiera) | A     | Gianclaudio Soldati   |
|    | Italia (bandiera) | C     | Moreno Solfrini       |
|    | Italia (bandiera) | C     | Giuseppe Testa        |
|    | Italia (bandiera) | D     | Mirco Torri           |
|    | Italia (bandiera) | C     | Raffaello Vernacchia  |
|    | Italia (bandiera) | C     | Mario Vivani          |
|    | Italia (bandiera) | D     | Riccardo Zaccaroni    |

## Risultati

### Campionato

#### Girone di andata
| 28 settembre 1980 1ª giornata | Triestina | 0 – 0 | Modena |  |

| 5 ottobre 1980 2ª giornata | Modena | 0 – 0 | Sanremese |  |

| 12 ottobre 1980 3ª giornata | Casale | 0 – 0 | Modena |  |

| 19 ottobre 1980 4ª giornata | Modena | 0 – 0 | Spezia |  |

| 26 ottobre 1980 5ª giornata | Forlì | 0 – 0 | Modena |  |

| 2 novembre 1980 6ª giornata | Modena | 1 – 1 | Cremonese |  |

| 9 novembre 1980 7ª giornata | Sant'Angelo | 3 – 1 | Modena |  |

| 16 novembre 1980 8ª giornata | Modena | 2 – 0 | Prato |  |

| 23 novembre 1980 9ª giornata | Empoli | 0 – 0 | Modena |  |

| 30 novembre 1980 10ª giornata | Modena | 1 – 1 | Fano |  |

| 7 dicembre 1980 11ª giornata | Reggiana | 1 – 0 | Modena |  |

| 14 dicembre 1980 12ª giornata | Modena | 1 – 0 | Novara |  |

| 21 dicembre 1980 13ª giornata | Mantova | 1 – 1 | Modena |  |

| 4 gennaio 1981 14ª giornata | Modena | 2 – 0 | Parma |  |

| 11 gennaio 1981 15ª giornata | Modena | 1 – 0 | Piacenza |  |

| 18 gennaio 1981 16ª giornata | Trento | 2 – 0 | Modena |  |

| 25 gennaio 1981 17ª giornata | Modena | 0 – 0 | Treviso |  |

#### Girone di ritorno
| 1º febbraio 1981 18ª giornata | Modena | 1 – 0 | Triestina |  |

| 8 febbraio 1981 19ª giornata | Sanremese | 2 – 1 | Modena |  |

| 15 febbraio 1981 20ª giornata | Modena | 0 – 0 | Casale |  |

| 22 febbraio 1981 21ª giornata | Spezia | 1 – 0 | Modena |  |

| 1º marzo 1981 22ª giornata | Modena | 4 – 0 | Forlì |  |

| 8 marzo 1981 23ª giornata | Cremonese | 3 – 1 | Modena |  |

| 15 marzo 1981 24ª giornata | Modena | 3 – 1 | Sant'Angelo |  |

| 29 marzo 1981 25ª giornata | Prato | 1 – 2 | Modena |  |

| 5 aprile 1981 26ª giornata | Modena | 2 – 1 | Empoli |  |

| 12 aprile 1981 27ª giornata | Fano | 1 – 0 | Modena |  |

| 26 aprile 1981 28ª giornata | Modena | 1 – 1 | Reggiana |  |

| 3 maggio 1981 29ª giornata | Novara | 4 – 1 | Modena |  |

| 10 maggio 1981 30ª giornata | Modena | 0 – 0 | Mantova |  |

| 17 maggio 1981 31ª giornata | Parma | 1 – 0 | Modena |  |

| 24 maggio 1981 32ª giornata | Piacenza | 2 – 2 | Modena |  |

| 31 maggio 1981 33ª giornata | Modena | 2 – 4 | Trento |  |

| 7 giugno 1981 34ª giornata | Treviso | 2 – 1 | Modena |  |